# Páramos de África oriental

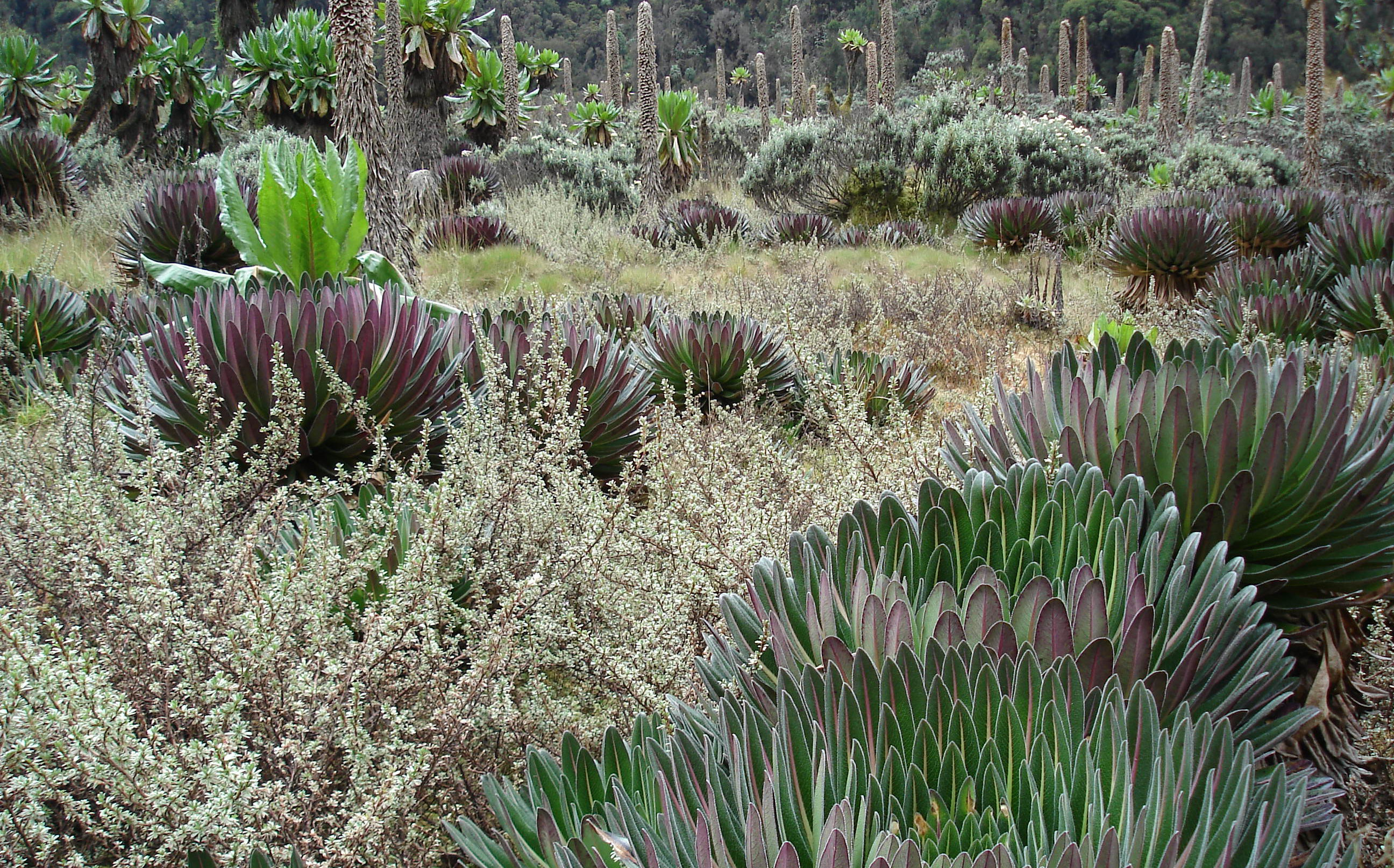
Páramo de las montañas Rwenzori

La región de páramos de África oriental es una ecorregión incluida en la lista Global 200 del WWF. Predomina el ecosistema de páramo y está formada por dos ecorregiones del África Oriental:
- Páramo montano de África oriental
- Páramo de los montes Ruwenzori y Virunga